# Cristulosia deceptans
Cristulosia deceptans är en fjärilsart som beskrevs av De Toulgoët 1956. Cristulosia deceptans ingår i släktet Cristulosia och familjen björnspinnare. Inga underarter finns listade i Catalogue of Life.